# Équipe cycliste LBC-MVP Sports Foundation
L'équipe cycliste LBC-MVP Sports Foundation est une équipe cycliste philippine participant aux circuits continentaux de cyclisme et en particulier l'UCI Asia Tour. Elle fait partie des équipes continentales.

## Championnats nationaux
- Championnats des Philippines sur route : 3
  - Course en ligne : 2013 (Rustom Lim)
  - Contre-la-montre : 2013 (Ronald Oranza)

## Classements UCI
L'équipe participe aux épreuves des circuits continentaux et principalement les courses du calendrier de l'UCI Asia Tour. Les tableaux ci-dessous présente les classements de l'équipe sur les circuits, ainsi que son meilleur coureur au classement individuel
UCI Asia Tour
| Saison | Classement par équipes | Meilleur coureur au classement individuel |
| ------ | ---------------------- | ----------------------------------------- |
| 2013   | 56e                    | Rustom Lim (295e)                         |

## LBC-MVP Sports Foundation en 2014

### Effectif
| Coureur            | Date de naissance | Nationalité | Équipe 2013         |
| ------------------ | ----------------- | ----------- | ------------------- |
| Mark Rhome Antonio | 2 mai 1987        | Philippines |                     |
| Mark Bonzo         | 15 juillet 1989   | Philippines | LBC-MVPSF Pilipinas |
| Jemico Brioso      | 31 mai 1989       | Philippines | LBC-MVPSF Pilipinas |
| El Joshua Cariño   | 25 janvier 1993   | Philippines | LBC-MVPSF Pilipinas |
| Rustom Lim         | 8 juillet 1993    | Philippines | LBC-MVPSF Pilipinas |
| Ronald Lomotos     | 8 juillet 1994    | Philippines | LBC-MVPSF Pilipinas |
| Junrey Navarra     | 1er février 1992  | Philippines | LBC-MVPSF Pilipinas |
| Ronald Oranza      | 2 décembre 1992   | Philippines | LBC-MVPSF Pilipinas |

### Victoires
| Date | Course | Pays | Classe | Vainqueur |
| ---- | ------ | ---- | ------ | --------- |